# هيلتون (أونتاريو)
هيلتون (بالإنجليزية: Hilton Beach)‏ هي قرية تقع في كندا في Algoma District. يقدر عدد سكانها بـ 145 نسمة ومساحتها 2.46 كم2 .